# Arthur I. Miller
Arthur I. Miller es profesor emérito de historia y filosofía de la ciencia en el University College de Londres.

## Biografía
Obtuvo un PhD en física en el Instituto de Tecnología de Massachusetts.
De 1991 a 2005 fue profesor de historia y filosofía de la ciencia en el University College de Londres (UCL).
En el UCL, el profesor Miller ayudó a reestructurar una unidad académica combinando historia y filosofía de la ciencia, sociología de la ciencia y comunicación de la ciencia para crear el Departamento de Estudios de Ciencia y Tecnología del UCL (UCL Department of Science and Technology Studies), rebautizado en 1994.
Tuvo un papel decisivo en el desarrollo del primer BSc del Reino Unido en historia y filosofía de la ciencia, en el UCL, iniciado en 1993.

## Obra
- Insights of Genius: Imagery and creativity in science and art (2000)
- Einstein, Picasso: Space, Time and the Beauty That Causes Havoc, Basic Books, Reprint edition  (2002) ISBN 0-465-01860-2[3][4]
- Empire of the Stars: Friendship, Obsession and Betrayal in the Quest for Black Holes, Little, Brown & Company (2005) ISBN 0-316-72555-2[5]
- Deciphering the Cosmic Number-The Strange Friendship of Wolfgang Pauli and Carl Jung, W. W. Norton & Co. (2009) ISBN 0-393-06532-4[6][7]
- Deciphering the Cosmic Number (137): Jung, Pauli, and the Pursuit of Scientific Obsession, W. W. Norton & Co. (2009) ISBN 0-393-06532-4
- Colliding Worlds: How Cutting-Edge Science Is Redefining Contemporary Art, W. W. Norton & Company (2014) ISBN 0-393-08336-5